# Ахиллеон
Ахиллеон (Ахиллей при устье; др.-греч. Ἀχίλλειον ἐπὶ τοῦ στόματος) — античный город Боспорского царства, в котором находился храм Ахилла.
Страбон писал: «Киммерик был когда-то городом, основанным на полуострове, он был отгорожен рвом и валом. Далее, на расстоянии 20 стадий шло поселение Ахиллей, в котором был храм Ахилла. Здесь самое узкое место Меотийского озера, ширина его здесь не более 20 стадий. На противоположной стороне находятся поселения Мирмекий и Парфенион вблизи Гераклея. Отсюда до памятника Сатиру 90 стадий. Поблизости находится поселение Патрей, и от него 130 стадий до поселения Корокондама, которое находится в конце Киммерийского Боспора. Это название дано проливу, который начинается при Меотийском озере и простирается до Корокондамы, напротив которой лежит поселение Акра в Пантикапейской земле, их разделяет залив, шириной 70 стадий. Выше Корокондамы находится озеро, которое называется также „Корокондамским“. Оно на расстоянии 10 стадий вытекает в море».